# Leucon profundus
Leucon profundus är en kräftdjursart som beskrevs av Hansen 1920. Leucon profundus ingår i släktet Leucon och familjen Leuconidae. Inga underarter finns listade i Catalogue of Life.